# Shine (film)
Shine är en australisk biografisk dramafilm från 1996 i regi av Scott Hicks. Filmen är baserad på pianisten David Helfgotts liv, som drabbades av ett nervöst sammanbrott och tillbringade åratal på institutioner. Filmen hade premiär vid Sundance Film Festival den 21 januari 1996. I Sverige hade den premiär den 7 mars 1997.
Geoffrey Rush vann en Oscar för bästa manliga huvudroll. Filmen var även nominerad i följande klasser: bästa film, bästa regi, bästa manliga biroll till Armin Mueller-Stahl, bästa manus, bästa musik och bästa klippning.

## Rollista i urval
- Geoffrey Rush – David Helfgott, som vuxen
  - Noah Taylor – David som tonåring
  - Alex Rafalowicz – David som barn
- Armin Mueller-Stahl – Peter Helfgott, Davids pappa
- Lynn Redgrave – Gillian
- Googie Withers – Katharine Susannah Prichard
- Sonia Todd – Sylvia
- Nicholas Bell – Ben Rosen
- John Gielgud – Cecil Parkes
- Marta Kaczmarek – Rachel Helfgott, Davids mamma
- Justin Braine – Tony
- Chris Haywood – Sam
- Randall Berger – Isaac Stern